# Quentin Baillot
Pour les articles homonymes, voir Baillot.
Quentin Baillot est un acteur français.

## Biographie
Formé à l’École nationale supérieure des arts et techniques du théâtre puis au Conservatoire national supérieur d'art dramatique, Quentin Baillot est un comédien reconnu, notamment dans le milieu du théâtre. Il joue dans de nombreuses pièces dont Platonov de Tchekhov avant d’enchaîner les apparitions au cinéma et à la télévision.

## Filmographie

### Cinéma
- 1998 : J'aimerais pas crever un dimanche de Didier Le Pêcheur
- 2001 : La Boîte de Claude Zidi
- 2003 : Bienvenue chez les Rozes de Francis Palluau
- 2008 : Il y a longtemps que je t'aime de Philippe Claudel
- 2015 : Arrêtez-moi là de Gilles Bannier : flic en rouge
- 2021 : Flashback de Caroline Vigneaux : Président Club J
- 2022 : Simone, le voyage du siècle d'Olivier Dahan : André Veil

### Télévision
- 1996 : Cordier, juge et flic - Saison 4 , épisode  2 : Indic
- 2002 : Les enquêtes d’Eloise Rome - Saison 2, épisode 3 : Ellis
- 2003 : Un fils de notre temps : Max
- 2003 : Cordier, juge et flic - Saison 11, épisode 3 : Stéphane Laville
- 2004 : La Nuit du meurtre de Serge Meynard - Saison 1 : Gaël Tourneur
- 2004 : La Cliente :
- 2006 : L'Enfant du secret de Serge Meynard
- 2006 : Passés Troubles : Éric
- 2008 : Miroir, mon beau miroir de Serge Meynard : Morton
- 2008 : L'Affaire Bruay-en-Artois de Charlotte Brandström : Vallier
- 2008 : Les bleus, premiers pas dans la police - Saison 2, épisode 4 : patron night-club
- 2010 : Maison close - Saison 1, épisode 1 : Baron du Plessis
- 2010 : Darwin 2.0 - Saison 1 : David Castagnet
- 2011 : Je, François Villon, voleur, assassin, poète... de Serge Meynard : Guy Tabarie
- 2011 : Accident de parcours de Patrick Volson : Verkamp
- 2011 : Flics - Saison 2 : Tordjman
- 2012 : Passage du désir de Jérôme Foulon - Saison 1 : Lieutenant Barthélemy
- 2012 : Paradis criminel de Serge Meynard - Saison 1 : Tom Porteur
- 2013 : Le Grand Georges de François Marthouret : Barthel
- 2013 : Engrenages de Alexandra Clert
- 2013 : Lazy Company de Samuel Bodin & Alexandre Philip - Saison 1, épisode 2 : Charly
- 2013 : Lazy Company de Samuel Bodin & Alexandre Philip - Saison 1, épisodes 9-10 : Adolf Hitler
- 2013 : Vaugand - Saison 1, épisode 2 : Maître Moreno
- 2013 : Les Petits Meurtres d’Agatha Christie - Saison 2 , épisode 6 : Émile Barillon
- 2014 : La Nuit du réveillon de Serge Meynard : Le Père Noël
- 2014 : Lazy Company - Saison 2 : Adolf Hitler
- 2014 : Hero Corp
- 2015 : Pierre Brossolette ou les passagers de la lune de Coline Serreau : Jean Moulin
- 2015 : Alex Hugo d'Olivier Langlois - Saison 1, épisode 2 : Docteur Gambien
- 2015 : Mystère à la Tour Eiffel de Lea Fazer
- 2015 : Lazy Company - Saison 3 : Adolf Hitler
- 2016 : Marseille - Saison 1 , épisode 4 : Guenelon
- 2016 : Caïn - Saison 4, épisode 4 :  Vincent Lester
- 2018 - en cours :  Alexandra Ehle : Louis Pincé
- 2019 : J’ai perdu mon corps
- 2021 - 2024: Les Petits Meurtres d'Agatha Christie  - Saison 3, épisodes 1 à 10 : le divisionnaire Servan Legoff
- 2021 : L’amour flou - Saison 1, épisode 9 : Homme couple embrouille

### Doublage
- 2010-2013 : Nikita - Saison 1 à 4 : Aaron Stanford (Seymour Birkhoff)

## Théâtre
- 2013 : Fahrenheit 451 : Montag. L'adaptation et la mise en scène du roman de Ray Bradbury sont de David Géry.
- 2017 : Dans un canard de Jean-Daniel Magnin, mise en scène Jean-Daniel Magnin, théâtre du Rond-Point
- 2023 : Farces et nouvelles de Tchekhov d'Anton Tchekhov, mise en scène Pierre Pradinas, théâtre du Lucernaire